# Dureil
Dureil est une commune française, située dans le département de la Sarthe en région Pays de la Loire, peuplée de 61 habitants (les Dureillois).
La commune fait partie de la province historique de l'Anjou (Baugeois).

## Géographie
Dureil est un petit village du sud de la Sarthe situé entre Parcé-sur-Sarthe et Malicorne-sur-Sarthe, à 40 km au sud-ouest du Mans. C'est la plus petite commune du canton de Malicorne.

### Communes limitrophes
| Avoise           |                  | Noyen-sur-Sarthe     |
| Parcé-sur-Sarthe | Dureil           |                      |
|                  | Parcé-sur-Sarthe | Malicorne-sur-Sarthe |

### Climat
Pour des articles plus généraux, voir Climat des Pays de la Loire et Climat de la Sarthe.
En 2010, le climat de la commune est de type climat océanique altéré, selon une étude du CNRS s'appuyant sur une série de données couvrant la période 1971-2000. En 2020, Météo-France publie une typologie des climats de la France métropolitaine dans laquelle la commune est exposée à un climat océanique et est dans la région climatique  Moyenne vallée de la Loire, caractérisée par une bonne insolation (1 850 h/an) et un été peu pluvieux. 
Pour la période 1971-2000, la température annuelle moyenne est de 11,5 °C, avec une amplitude thermique annuelle de 14,1 °C. Le cumul annuel moyen de précipitations est de 662 mm, avec 11,6 jours de précipitations en janvier et 6,5 jours en juillet. Pour la période 1991-2020, la température moyenne annuelle observée sur la station météorologique de Météo-France la plus proche, sur la commune de Saint-Loup-du-Dorat à 21 km à vol d'oiseau, est de 12,2 °C et le cumul annuel moyen de précipitations est de 760,0 mm,. Pour l'avenir, les paramètres climatiques de la commune estimés pour 2050 selon différents scénarios d'émission de gaz à effet de serre sont consultables sur un site dédié publié par Météo-France en novembre 2022.

## Urbanisme

### Typologie
Au 1er janvier 2024, Dureil est catégorisée commune rurale à habitat très dispersé, selon la nouvelle grille communale de densité à sept niveaux définie par l'Insee en 2022.
Elle est située hors unité urbaine. Par ailleurs la commune fait partie de l'aire d'attraction de Sablé-sur-Sarthe, dont elle est une commune de la couronne,. Cette aire, qui regroupe 39 communes, est catégorisée dans les aires de moins de 50 000 habitants,.

### Occupation des sols
L'occupation des sols de la commune, telle qu'elle ressort de la base de données européenne d’occupation biophysique des sols Corine Land Cover (CLC), est marquée par l'importance des territoires agricoles (58,4 % en 2018), une proportion identique à celle de 1990 (58,4 %). La répartition détaillée en 2018 est la suivante : 
terres arables (42,1 %), forêts (41,6 %), prairies (16,3 %). L'évolution de l’occupation des sols de la commune et de ses infrastructures peut être observée sur les différentes représentations cartographiques du territoire : la carte de Cassini (XVIIIe siècle), la carte d'état-major (1820-1866) et les cartes ou photos aériennes de l'IGN pour la période actuelle (1950 à aujourd'hui).

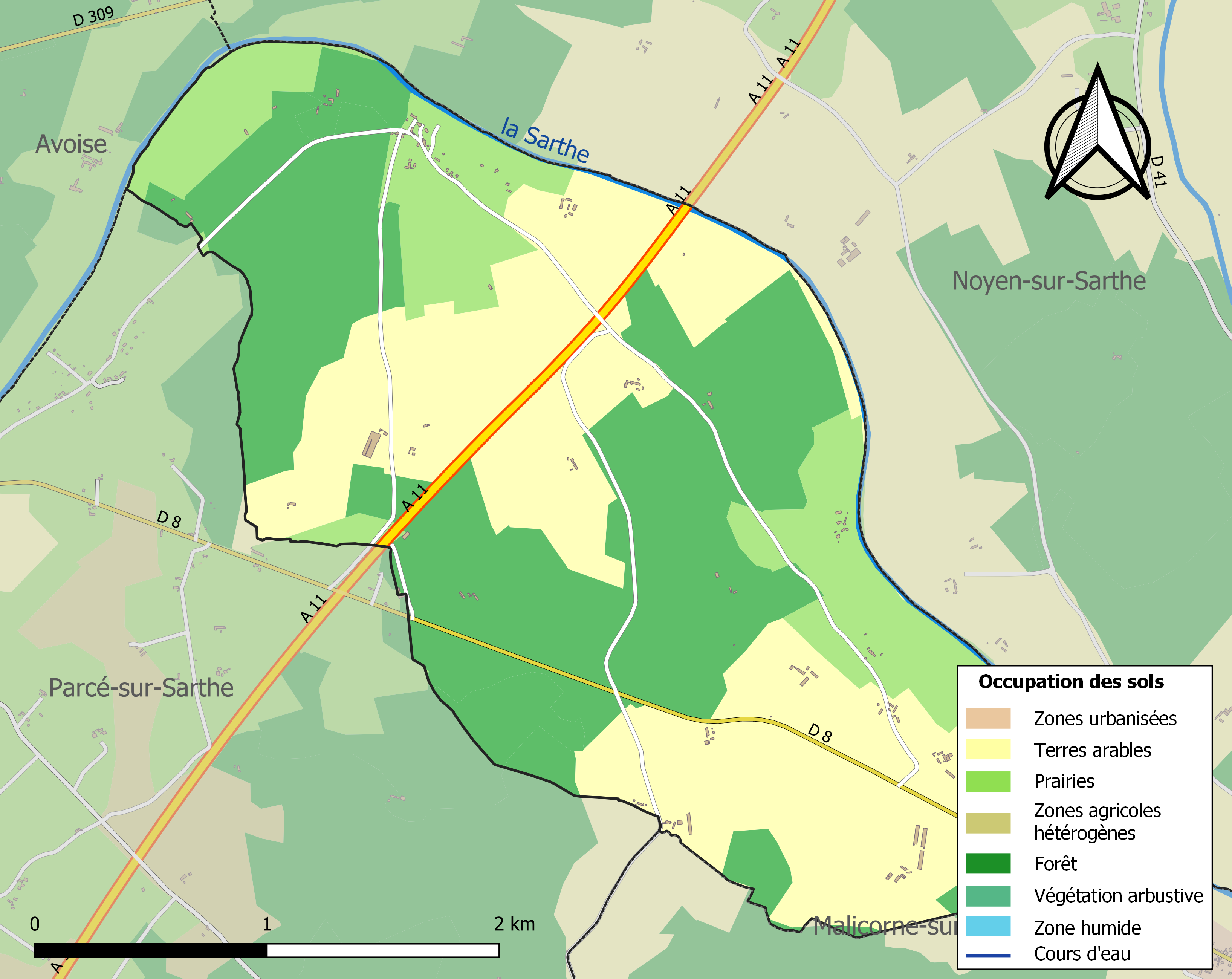
Carte des infrastructures et de l'occupation des sols de la commune en 2018 (CLC).

## Histoire
Dureil partagea son histoire avec l'Anjou. Dureil fait partie aujourd'hui du Maine angevin.
- Au Moyen Âge, la paroisse faisait partie de la sénéchaussée angevine de La Flèche.
- Sous l'Ancien Régime, la commune était rattachée au pays d'élection de La Flèche.
- Lors de la Révolution française, la commune fut, comme toutes celles de la sénéchaussée de La Flèche, rattachée au nouveau département de la Sarthe.
- En 1801, lors du Concordat, la paroisse fut détachée du diocèse d'Angers pour celui du Mans.

## Économie

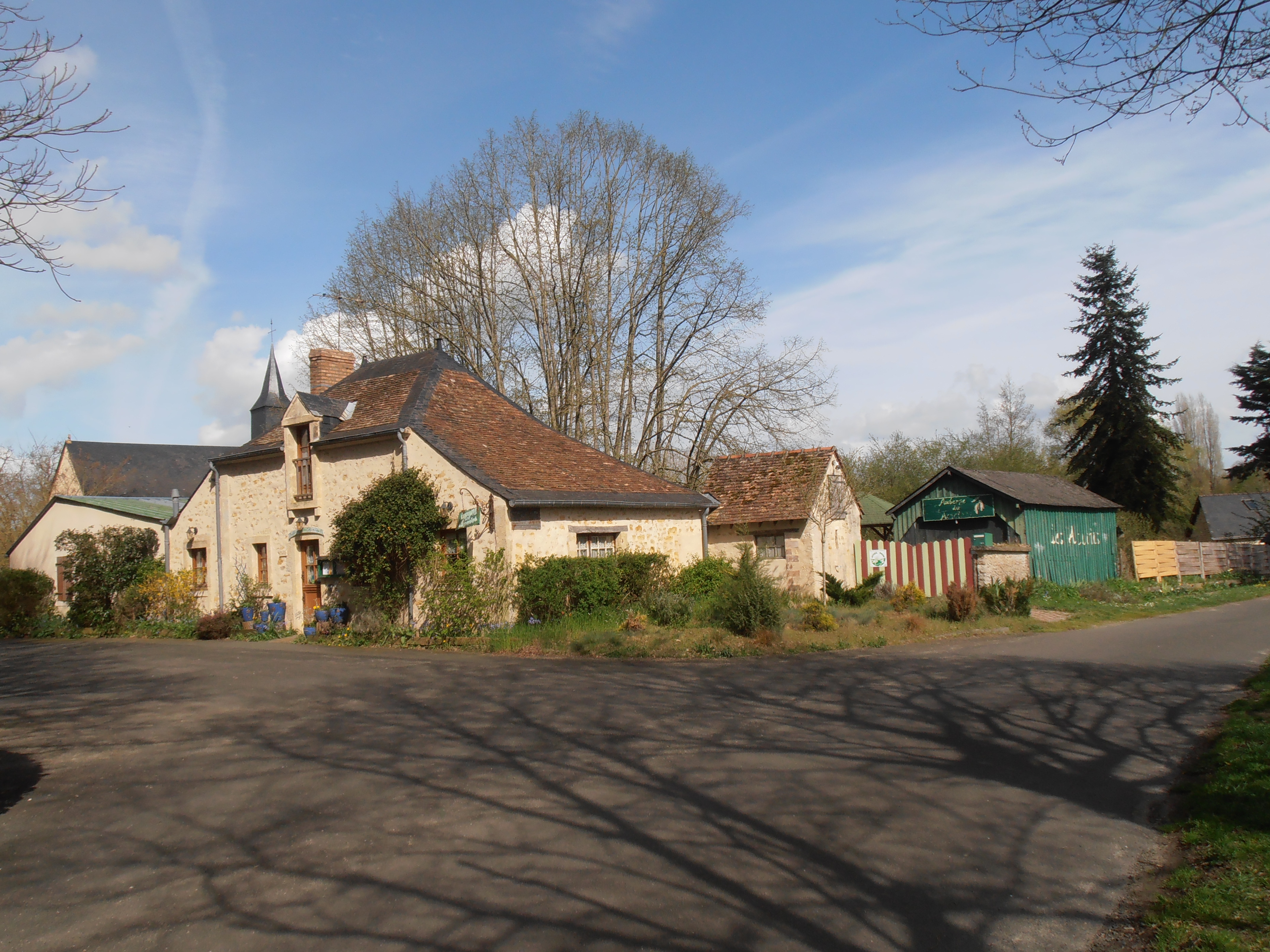
L'auberge au centre du village.

## Politique et administration
| Période                                  | Période  | Identité        | Étiquette | Qualité |
| ---------------------------------------- | -------- | --------------- | --------- | --- |
| mars 1983                                | mai 2020 | Chantal Albagli | UMP → LR  | Décoratrice d'art Conseillère générale du canton de Malicorne-sur-Sarthe (1994 → 2015) Présidente de la CC du Pays Malicornais (1996 → 2013) |
| mai 2020                                 | En cours | Joël Étiembre   | SE        | Agriculteur retraité |
| Les données manquantes sont à compléter. |          |                 |           | |

## Démographie
L'évolution du nombre d'habitants est connue à travers les recensements de la population effectués dans la commune depuis 1793. Pour les communes de moins de 10 000 habitants, une enquête de recensement portant sur toute la population est réalisée tous les cinq ans, les populations de référence des années intermédiaires étant quant à elles estimées par interpolation ou extrapolation. Pour la commune, le premier recensement exhaustif entrant dans le cadre du nouveau dispositif a été réalisé en 2006.
En 2022, la commune comptait 61 habitants, en évolution de −14,08 % par rapport à 2016 (Sarthe : −0,25 %, France hors Mayotte : +2,11 %).
| 1793 | 1800 | 1806 | 1821 | 1831 | 1836 | 1841 | 1846 | 1851 |
| ---- | ---- | ---- | ---- | ---- | ---- | ---- | ---- | ---- |
| 133  | 135  | 142  | 153  | 149  | 154  | 157  | 162  | 162  |

| 1856 | 1861 | 1866 | 1872 | 1876 | 1881 | 1886 | 1891 | 1896 |
| ---- | ---- | ---- | ---- | ---- | ---- | ---- | ---- | ---- |
| 170  | 174  | 178  | 171  | 184  | 188  | 169  | 166  | 168  |

| 1901 | 1906 | 1911 | 1921 | 1926 | 1931 | 1936 | 1946 | 1954 |
| ---- | ---- | ---- | ---- | ---- | ---- | ---- | ---- | ---- |
| 145  | 130  | 142  | 114  | 118  | 112  | 134  | 144  | 138  |

| 1962 | 1968 | 1975 | 1982 | 1990 | 1999 | 2006 | 2011 | 2016 |
| ---- | ---- | ---- | ---- | ---- | ---- | ---- | ---- | ---- |
| 114  | 101  | 75   | 73   | 77   | 74   | 68   | 69   | 71   |

| 2021 | 2022 | - | - | - | - | - | - | - |
| ---- | ---- | - | - | - | - | - | - | - |
| 65   | 61   | - | - | - | - | - | - | - |

## Lieux et monuments
- Église Saint-Charles.

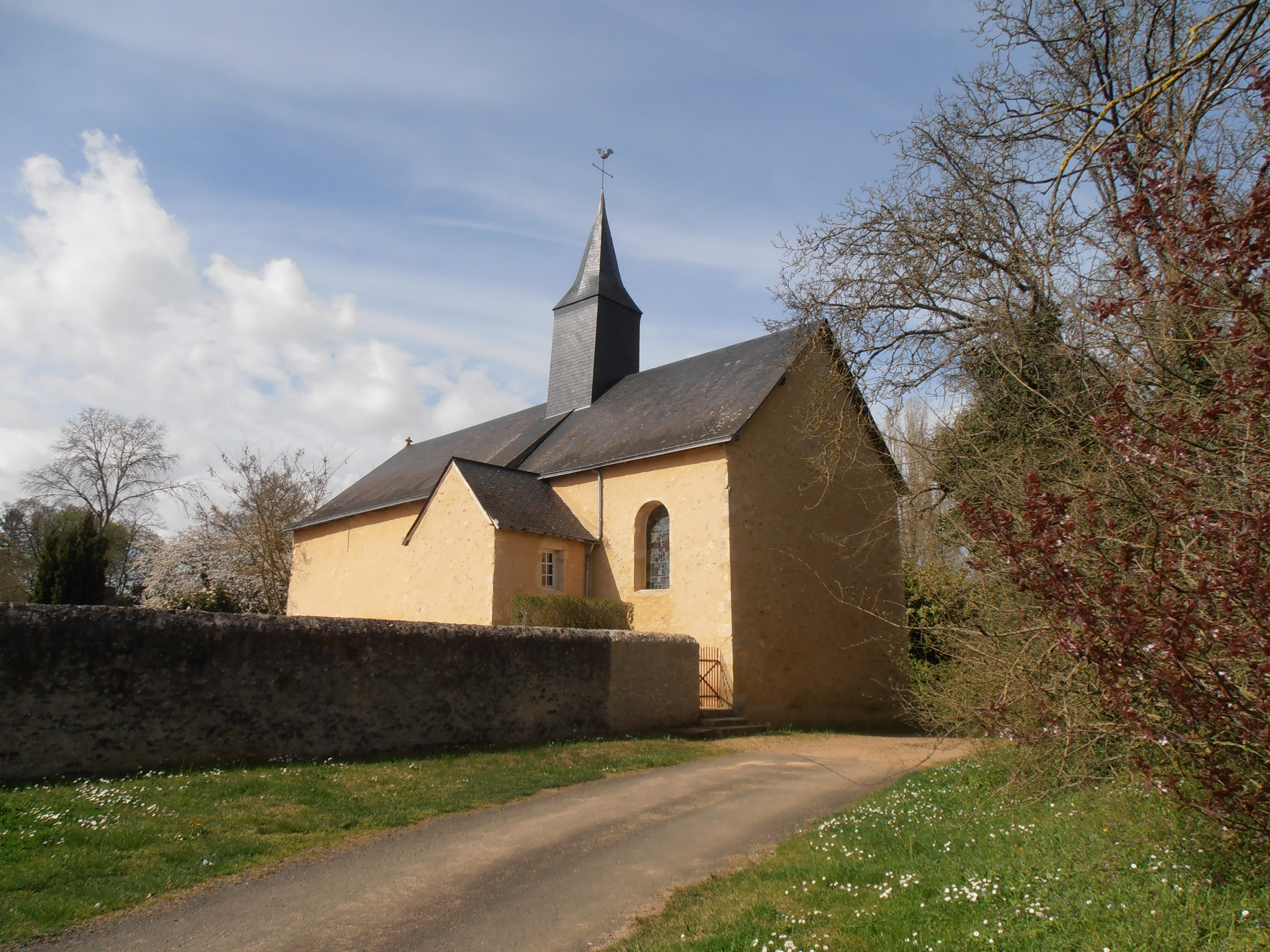
L'église Saint-Charles.

- Château du Petit-Bois. Construit entre le XIVe et le XIXe siècle. La partie du XIVe abrite un ancien escalier à vis, en pierre et en bois.
- Croix en pierre avec armoiries, au cimetière.

## Personnalités liées
- Jean de Létraz, auteur dramatique, directeur du théâtre du Palais-Royal, épouse à Dureil en secondes noces Simone Charlotte Peigniet le 25 novembre 1950[20].